# 馬 (1965年電影)
《馬》（英語：Horse）是安迪·華荷執導的1965年美國地下電影。

## 簡介

### 情節
電影描述了一場脫衣撲克遊戲，由一名不法之徒、捉拿他的警長和一名年輕人參與，最後不法之徒（托許·卡里洛飾）因為出術被圍毆；電影中途有約半小時的男子騎馬片段，以近鏡拍攝馬頭，其餘時間亦可見馬匹在吃草。

### 演員
參與演出的人員包括伊迪·塞奇威克、昂丁、古格里·巴特考克、托許·卡里洛、諾曼·格利克、小丹尼爾·卡西迪及拉里·拉特拉。另外華荷本人也在電影中客串了。此電影是伊迪·塞奇威克首次出現於銀幕中，雖只是在背景中出現。

### 拍攝
起初，華荷提議隆納·塔弗爾寫一部關於西部和馬的劇本，他亦在拍攝當天租了一隻種馬。電影在「工廠」升降機門前拍攝，因此過程中會被一些來訪人士打擾。在那之前演員並不知道劇本內容，而是在拍攝時依照傑拉德·馬蘭加及隆納·塔弗爾舉起的大提示卡演出；演出時出現了小混亂，由於馬匹受演吸食的Rush Poppers刺激踢到托許·卡里洛，從而令使得演員無視指令並互相打鬥，直至五分鐘後才停下。電影中甚至可以聽見華荷和塔弗爾叫喊的聲音。而騎馬的片段在之後拍攝。

## 相關資訊
此電影如同華荷的另一部電影作品《寂寞牛仔》般，是對荷里活西部主題的商業電影的戲仿；這可以說是反西部電影的早期作品之一。而電影中幾乎不見女角、著重「硬漢」的形象亦隱約反映其同性性向。
從一幀拍攝期間的照片可見男性演員當時都只穿上後空內褲。
丹尼·費爾茲批評電影中騎馬的片段：「好啊，加這些真正乏味的東西上去，好讓電影其餘的部分生動一些。」

## 外部連結
- 互联网电影数据库（IMDb）上《馬》的资料（英文）
- AllMovie上《馬》的资料（英文）